# Privilèges immobiliers (droit)
Pour les articles homonymes, voir privilège.
Le privilège est un droit de préférence selon le titulaire de la créance, lorsqu'il vient en concurrence avec d'autres créanciers sur les éléments du patrimoine du débiteur commun, un classement plus ou moins avantageux suivant le rang que la loi a donné à la créance privilégiée (code civil, art. 2324).
Le privilège naît automatiquement avec la créance. Une telle sûreté résulte donc de la volonté expresse du législateur qui opère une discrimination parmi les créanciers. La motivation du législateur est vaste, puisqu'il peut prendre en compte des considérations sociales, économiques, un souci d'équité
Aucun formalisme n'est lié à sa constitution et de par son origine légale, il est de plein droit opposable aux tiers.

## Nature des privilèges
L'article 2325 du code civil  prévoit qu'entre les créanciers privilégiés, la préférence se règle par les différentes qualités des privilèges.
Certains privilèges résultent de textes particuliers qui leur confèrent une spécialité. Tous les privilèges présentent néanmoins des caractères communs

### Les caractères communs des privilèges
Quels que soient leur assiette et leur rang de classement, les privilèges institués par les textes législatifs ont en commun les caractères tirés de la définition de l'article 2324 du code civil :

#### Le privilège est un droit de préférence
Le privilège confère à son bénéficiaire un droit de préférence.
Ce droit permet au créancier privilégié, en cas de distribution du prix des biens ou en cas de saisie des créances du débiteur, d'être payé avant les créanciers ordinaires ou même, si l'assiette de son privilège est immobilière, avant les créanciers hypothécaires.
Si plusieurs créanciers se présentent, ils sont désintéressés dans l'ordre de faveur que la loi accorde à chacun d'eux ; les créanciers munis du même privilège et venant au même rang sont payés par concurrence.
Le privilège confère parfois un droit de suite. Les privilèges immobiliers spéciaux énumérés à l'article 2374 du code civil  confèrent à leurs titulaires les mêmes prérogatives que l'hypothèque : droit de préférence et droit de suite.

#### Le privilège est une sûreté légale accessoire
Mesure d'exception à la loi du concours prévue à l'article 2285 du code civil , le privilège ne saurait résulter de la seule convention des parties. Il n'y a pas de privilège sans texte et les dispositions légales qui instituent un privilège ne peuvent être étendues par analogie, à d'autres créances ou à d'autres biens.
On admet, toutefois, que le privilège s'applique, de plein droit, aux accessoires de la créance qu'il garantit et notamment aux frais de poursuite, à la condition que ces frais soient liés de façon nécessaire et indissoluble au recouvrement de la créance et en forment un accessoire indivisible.
Le privilège est une sécurité accessoire qui s'éteint avec la créance qu'il garantit
Le second alinéa de l'article 2327 du code civil prévoit que «le Trésor public ne peut obtenir de privilèges au préjudice des droits antérieurement acquis à des tiers». Cette disposition doit être entendue ainsi : la création de privilèges nouveaux au profit du trésor ne fera pas échec à la règle de non rétroactivité des lois qui sauvegarde les droits acquis avant leur promulgation.

#### Le privilège est lié à la qualité de la créance et non à celle du créancier.
La loi considère qu'en raison de la qualité de leurs créances (aliments, salaires, impôts) il est inéquitable, que certaines personnes subissent le concours des autres créanciers et qu'elles se trouvent contraintes à ne recevoir qu'une partie de ce qui leur est dû. Le Code civil et quelques autres lois spéciales ont donc établi des priorités. 

## Les différentes catégories de privilèges
Aux termes de l'article 2328 du code civil , les privilèges peuvent être sur les meubles ou sur les immeubles.
Les privilèges généraux qui s'étendent sur tous les biens meubles et, dans certains cas, sur les immeubles. Les privilèges spéciaux portent sur certains meubles ou immeubles du débiteur.
Sont abordés dans les développements qui suivent les seuls privilèges immobiliers ou mixtes.

### Les privilèges généraux
Ils peuvent être regroupés en deux catégories

#### Les privilèges généraux prévus par le Code Civil
Ces privilèges portent en principe sur les meubles et à défaut, l'article 2376 du code civil  indique qu'ils portent sur des immeubles. C'est le principe de subsidiarité.
Ces privilèges généraux, mobiliers et immobiliers, sont prévus aux articles 2331-1 et 4  et 2375 du code civil 
Ces privilèges concernent deux domaines principaux:

##### Les salaires
Les créances de salaires sont énumérées à l'article 2375 du code civil.
L'article 2376 du code civil prévoit que, lorsqu'à défaut de mobilier les créanciers privilégiés énoncés en l'article 2375 se présentent pour être payés sur le prix d'un immeuble, en concurrence avec les autres créanciers privilégiés sur l'immeuble, ils priment ces derniers et exercent leurs droits dans l'ordre indiqué à l'article 2376 du code civil.
Le privilège des créances de salaires est tout à fait distinct du super privilège des salariés

##### Les frais de justice
Les frais de justice constituent toutes les dépenses relatives aux actions en justice, procédures et actes nécessaires pour conserver, recouvrer, liquider les biens du débiteur et assurer la distribution du prix aux créanciers sans qu'il y ait à distinguer les frais judiciaires des frais extrajudiciaires.
Les frais de justice sont les frais de scellés et d'inventaire, les frais de saisie, de garde et de vente de meubles, les frais exposés par un séquestre pour conserver et réaliser le gage commun des créanciers.
En matière de redressement et liquidation judiciaire, le privilège des frais de justice garantit :
- les frais et dépenses d'administration ;
- les honoraires du mandataire de justice ;
- les frais de scellés, d'inventaire et d'exécution des jugements dans l'intérêt commun ;
- les frais d'un procès soutenu dans l'intérêt commun quel qu'en soit le résultat ;
- les avances faites par les mandataires judiciaires à des tiers pour l'administration ou la conservation de l'actif.
Ces frais sont protégés dans la mesure où ils sont considérés comme ayant été exposés dans l'intérêt de la communauté des créanciers.

#### Les privilèges généraux relevant de dispositions particulières[10]

##### Le super privilège des salariés
En cas de sauvegarde, de redressement ou liquidation judiciaire de l'employeur les rémunérations de toute nature dues aux salariés et apprentis pour les soixante derniers jours de travail ou d'apprentissage doivent, déduction faite des acomptes déjà perçus, être payées, nonobstant l'existence de toute autre créance privilégiée, jusqu'à concurrence d'un plafond mensuel identique pour toutes les catégories de bénéficiaires.(C. trav., art L 3253-2) Ce plafond est fixé par voie réglementaire sans pouvoir être inférieur à deux fois le plafond retenu pour le calcul des cotisations de sécurité sociale.
Les rémunérations prévues ci-dessus comprennent non seulement les salaires, appointements ou commissions proprement dits, mais encore tous les accessoires, indemnités de préavis, de fin de contrat, de fin de mission ou de congés payés.

##### Le privilège des auteurs compositeurs
Le privilège des salaires a été étendu par l'article L 131-8 du code de la propriété intellectuelle  aux auteurs compositeurs et artistes.
Il garantit les redevances dues à ces derniers, pour les trois dernières années à l'occasion de la cession, de l'exploitation ou de l'utilisation de leurs œuvres définies à l'article L 112-2 du code de la propriété intellectuelle (livres et autres écrits, compositions musicales, œuvres de dessin, de peinture, etc.).

##### Les privilèges de conciliation et de procédure
Ces privilèges concernent les entreprises en difficultés et visent à protéger les créanciers apporteurs d’argent frais qui ont consenti dans l’accord homologué (privilège de conciliation prévu à l'article L611-11 du Code de commerce)  des crédits en vue d’assurer la poursuite d’activité de l’entreprise et sa pérennité. Les personnes qui fournissent, dans l'accord homologué, un nouveau bien ou service en vue d'assurer la poursuite d'activité de l'entreprise et sa pérennité bénéficient du même privilège pour le prix de ce bien ou de ce service.
Les créances nées régulièrement après le jugement d'ouverture pour les besoins du déroulement de la procédure ou de la période d'observation, ou en contrepartie d'une prestation fournie au débiteur pendant cette période, sont payées à leur échéance.
Lorsqu'elles ne sont pas payées à l'échéance, ces créances sont payées par privilège avant toutes les autres créances, assorties ou non de privilèges ou sûretés, à l'exception de celles garanties par les privilèges établis en faveur des salariés et des frais de justice ainsi que celles couvertes par le privilège de conciliation.

### Les privilèges spéciaux immobiliers
Les privilèges spéciaux sur les immeubles permettent au créancier de bénéficier d'un droit de suite et d'un droit de préférence. Le créancier doit notamment inscrire son privilège dans un certain délai, et c'est en cela que les privilèges se rapprochent des hypothèques légales.
Le rang du privilège n'est pas déterminé par la date d'inscription, mais par la date de naissance de la créance puisqu'il s'agit d'une sûreté légale. Par conséquent, si le créancier a respecté le délai légal d'inscription, cette formalité rétroagit au jour de la créance.
En revanche, si ce délai n'a pas été respecté, le privilège est assimilé à une hypothèque et il n'y aura pas de rétroaction, de sorte que le privilège prendra effet à l'inscription et non pas au jour de la créance.

#### Nature des privilèges spéciaux
Les créanciers privilégiés sur les immeubles sont énumérés à l'article 2374 du code civil 

##### Le vendeur, sur l'immeuble vendu, pour le paiement du prix
S'il y a plusieurs ventes successives dont le prix soit dû en tout ou en partie, le premier vendeur est préféré au second, le deuxième au troisième, et ainsi de suite ;
Il doit s'agir d'une vente d'immeuble, quelle que soit la forme ou les modalités (judiciaire, volontaire, gré à gré, enchères). Ce privilège est étendu à des situations se rapprochant d'une vente immobilières, comme l'échange avec soulte, l'apport en société d'un immeuble avec stipulation de contrepartie. 

##### Le syndicat des copropriétaires, sur le lot vendu
Conjointement avec le vendeur et, le cas échéant, avec le prêteur de deniers mentionné au 2°, le syndicat des copropriétaires, sur le lot vendu, pour le paiement des charges et travaux mentionnés aux articles 10 et 30 de la loi no 65-557 du 10 juillet 1965 fixant le statut de la copropriété des immeubles bâtis, relatifs à l'année courante et aux quatre dernières années échues.
Toutefois, le syndicat est préféré au vendeur et au prêteur de deniers pour les créances afférentes aux charges et travaux de l'année courante et des deux dernières années échues.

##### Le préteur de deniers
Même en l'absence de subrogation, ceux qui ont fourni les deniers pour l'acquisition d'un immeuble, pourvu qu'il soit authentiquement constaté, par l'acte d'emprunt, que la somme était destinée à cet emploi et, par quittance du vendeur, que ce paiement a été fait des deniers empruntés.
Un tel privilège garantit la créance d'un prêteur d'argent lorsque ce prêt est destiné à acquérir un immeuble. Cela suppose donc un crédit affecté, c'est-à-dire que dans l'acte d'emprunt soit mentionnée la somme à financer et l'immeuble concerné. L'emprunt doit alors passer par un notaire et résulter d'un acte authentique.

##### Le copartageant
3° Les cohéritiers, sur les immeubles de la succession, pour la garantie des partages faits entre eux, et des soultes ou retours de lots ; pour la garantie des indemnités dues en application de l'article 924, les immeubles donnés ou légués sont assimilés aux immeubles de la succession.
Ce privilège s'exerce lors d'un partage amiable ou judiciaire d'une indivision, qu'il s'agisse d'une indivision post successorale, résultant d'un achat en commun, ou faisant suite à la dissolution d'une société. Ce privilège s'étend à la licitation d'un bien.
Les créances garanties sont la soulte éventuelle, le prix de la licitation lorsque le bien indivis a été adjugé à l'un des copartageants mais aussi l'Indemnité de réduction due par le copartageant qui aurait bénéficié d'une libéralité excédant la quotité disponible. Dans ce dernier cas, il s'exerce sur les immeubles donnés ou légués au débiteur de l'indemnité de réduction même si ces biens ne font pas partie de la masse partageable

##### Les architectes, entrepreneurs ou maçons
Les architectes, entrepreneurs, maçons et autres ouvriers employés pour édifier, reconstruire ou réparer des bâtiments, canaux ou autres ouvrages quelconques, pourvu néanmoins que, par un expert nommé d'office par le tribunal de grande instance dans le ressort duquel les bâtiments sont situés, il ait été dressé préalablement un procès-verbal, à l'effet de constater l'état des lieux relativement aux ouvrages que le propriétaire déclarera avoir dessein de faire, et que les ouvrages aient été, dans les six mois au plus de leur perfection, reçus par un expert également nommé d'office ;
Mais le montant du privilège ne peut excéder les valeurs constatées par le second procès-verbal, et il se réduit à la plus-value existante à l'époque de l'aliénation de l'immeuble et résultant des travaux qui y ont été faits.
Ceux qui ont prêté les deniers, pour payer ou rembourser les ouvriers, jouissent du même privilège, pourvu que cet emploi soit authentiquement constaté par l'acte d'emprunt, et par la quittance des ouvriers, ainsi qu'il a été dit ci-dessus pour ceux qui ont prêté les deniers pour l'acquisition d'un immeuble.

##### La séparation des patrimoines
Les créanciers du défunt et les légataires de sommes d'argent sur les immeubles de la succession, ainsi que les créanciers personnels de l'héritier sur les immeubles de ce dernier, pour la garantie des droits qu'ils tiennent de l'article 878 .
Lorsqu'un héritier hérite de biens successoraux, l'unité du patrimoine commande que ses biens se fondent dans son patrimoine et ne fassent plus qu'un avec les autres biens qui le composaient initialement. Dans la rigueur d'une telle hypothèse, les créanciers sur les biens du défunt se trouveraient en concurrence avec les créanciers de l'héritier. C'est pourquoi l'article 878 du Code civil prévoit que les créanciers du défunt et les légataires de sommes d'argent puissent demander à être préférés sur l'actif successoral à tout créancier personnel de l'héritier et que réciproquement, les créanciers personnels de l'héritier puissent demander à être préférés à tout créancier du défunt sur les biens de l'héritier non recueillis au titre de la succession.
Ce privilège doit être publié, dans les quatre mois de l'ouverture de la succession, sur chacun des immeubles sur lesquels créanciers du défunt ou de l'héritier entendent exercer leur droit de préférence.

##### Le privilège de l'accédant
Les accédants à la propriété titulaires d'un contrat de location-accession régi par la loi no 84-595 du 12 juillet 1984 définissant la location-accession à la propriété immobilière sur l'immeuble faisant l'objet du contrat, pour la garantie des droits qu'ils tiennent de ce contrat. (Article 16 de la loi du 12 juillet 1984 )

##### Les dépenses de salubrité ou de sécurè incendie de l'Etat ou des communes
L'Etat ou la commune, pour la garantie des créances nées de l'application de l'article L. 1331-30 du code de la santé publique, de l'article L. 123-3 du code de la construction et de l'habitation lorsqu'elles sont relatives à des mesures édictées sous peine d'interdiction d'habiter ou d'utiliser les locaux ou de fermeture définitive de l'établissement, ou des articles L. 129-4, L. 511-4 et L. 521-3-2 de ce dernier code.

#### Effets des privilèges spéciaux
Les privilèges immobiliers spéciaux confèrent à leurs titulaires les mêmes prérogatives que l'hypothèque :
- le droit de préférence ;
- le droit de suite.

Comme les hypothèques ils doivent être inscrits pour pouvoir être opposés aux tiers.
La formalité d'inscription intervenant dans un délai légal permet à leurs titulaires d'obtenir un rang de faveur.
Inscrits dans le délai imparti (deux mois de l'acte de vente ou de partage, de l'adjudication sur licitation ou de l'acte fixant l'indemnité, du contrat de location-accession et quatre mois de l'ouverture de la succession) les privilèges immobiliers spéciaux sont de véritables «hypothèques privilégiées» qui prennent rang, rétroactivement, au jour de la naissance de la créance garantie.
Par contre, si l'inscription est prise après le délai légal, le privilège est assimilé à une hypothèque simple et ne prend rang que du jour de son inscription.

## Rang des différents privilèges immobiliers
Le rang du privilège est la place à laquelle il est classé, dans l'ordre de priorité établi entre les sûretés en compétition sur tel ou tel bien.
Compte tenu de leur nature, mobilière, immobilière ou mixte, de leur caractère, général ou particulier, l'articulation des privilèges entre eux est d'une grande complexité.
Cette complexité est d'autant plus grande qu'à la détermination du rang des privilèges entre eux s'ajoute le classement interne des privilèges de même nature.

### Primauté des privilèges généraux
Elle est posée par les dispositions de l'article 2376 du Code civil : «Lorsqu'à défaut de mobilier les créanciers privilégiés énoncés en l'article précédent se présentent pour être payés sur le prix d'un immeuble en concurrence avec les autres créanciers privilégiés sur l'immeuble, ils priment ces derniers et exercent leurs droits dans l'ordre indiqué audit article».
S'agissant des privilèges généraux prévus par d'autres textes, ils suivent le même régime de par les textes qui les instituent.
Ce principe ne concerne pas l'éventuel conflit des privilèges généraux avec les privilèges mobiliers spéciaux. Depuis un arrêt du Conseil d'Etat de 1849, les privilèges spéciaux mobiliers priment les privilèges généraux. Ce point est confirmé par l'article 2332-1 du Code civil

### Conflits entre  les privilèges spéciaux immobiliers
Si le conflit s'élève entre les architectes, les artisans pour le prix des travaux, chacun a droit à la part de plus-value dont il est à l'origine.
S'il y a conflit entre vendeurs successifs ou entre copartageants successifs, la primauté est donnée au premier, puis au deuxième, etc.
Les privilèges spéciaux immobiliers ne produisent d'effet que pour autant qu'ils sont publiés dans les délais qui leur sont propres.
Les hypothèques inscrites sur les immeubles affectés à la garantie des créances privilégiées, pendant le délai accordé par les articles 2379, 2381 et 2383 pour requérir l'inscription du privilège, ne peuvent préjudicier aux créanciers privilégiés. Ils prennent rang à la date du fait générateur du privilège.
Dans l'hypothèse de conflits de privilèges spéciaux immobiliers différents ayant la même date et si l'on ne peut pas privilégier le créancier le plus ancien, le privilège se divise entre les créanciers privilégiés sur le même bien. L'article 2374 du Code civil n'est en effet qu'une simple énumération des privilèges spéciaux immobiliers qui ne détermine pas leur ordre de priorité.